# Ingrid Daubechies
Ingrid Daubechies (Houthalen-Helchteren, 17 de agosto de 1954) é uma física e matemática belga.

## Carreira
Após completar seu doutorado, Daubechies continuou sua carreira de pesquisa na Universidade Livre de Bruxelas (Vrije Universiteit Brussel) até 1987, ascendendo a posições equivalentes a professora assistente de pesquisa em 1981 e professora associada de pesquisa em 1985, financiada por uma bolsa do NFWO (Nationaal Fonds voor Wetenschappelijk Onderzoek).
Daubechies passou a maior parte de 1986 como pesquisadora visitante no Instituto Courant de Ciências Matemáticas (Courant Institute of Mathematical Sciences) em Nova York. No Courant, ela fez sua descoberta mais conhecida: com base na tecnologia de filtro espelho em quadratura (quadrature mirror filter), ela construiu wavelets contínuas com suporte compacto que exigiam apenas uma quantidade finita de processamento, permitindo assim que a teoria das wavelets entrasse no domínio do processamento digital de sinais.
Em julho de 1987, Daubechies ingressou nos Laboratórios Bell (Bell Labs) em Murray Hill, Nova Jersey. Em 1988, publicou os resultados de sua pesquisa sobre bases ortonormais de wavelets com suporte compacto na Communications on Pure and Applied Mathematics.
Em 1991, Daubechies foi nomeada professora na Universidade Rutgers em New Brunswick, onde lecionou no departamento de matemática. Ela permaneceu lá até 1994.
Daubechies mudou-se para a Universidade Princeton em 1994, onde atuou no programa de matemática aplicada e computacional. Em 2004, foi nomeada Professora William R. Kenan, Jr. na instituição. Ela foi a primeira mulher a se tornar professora titular de matemática em Princeton.
Em janeiro de 2011, Daubechies transferiu-se para a Universidade Duke como James B. Duke Professor no departamento de matemática e engenharia elétrica e de computação. Em 2016, ela e Heekyoung Hahn fundaram o Duke Summer Workshop in Mathematics (SWIM) para alunas do ensino médio que estivessem prestes a se formar.
Em 2020 e 2021, Daubechies, junto com a artista têxtil Dominique Ehrmann, liderou uma equipe de matemáticos e artistas que coletivamente construíram a instalação itinerante de arte e matemática conhecida como Mathemalchemy.

## Habilidades matemáticas aplicadas àfine art
Daubechies usou técnicas matemáticas em vários projetos de restauração de arte. Sua equipe trabalhou na restauração do Retábulo de Ghent, uma enorme obra de arte do século XV composta por 12 painéis atribuídos aos irmãos Hubert e Jan van Eyck. Daubechies e vários colegas desenvolveram novas técnicas matemáticas para reverter os efeitos do envelhecimento sobre as obras de arte e desembaraçar e remover os efeitos dos esforços de conservação malfadados do passado. Usando fotografias e raios-X altamente precisos dos painéis, bem como vários métodos de filtragem, a equipe de matemáticos encontrou uma maneira automática de detectar as rachaduras causadas pelo envelhecimento. Eles também foram capazes de decifrar o texto aparente do políptico, que foi atribuído a Tomás de Aquino.
Daubechies e seus colaboradores também contribuíram para a restauração do Retábulo de São João do século XIV de Francescuccio Ghissi no Museu de Arte da Carolina do Norte, aplicando algumas das técnicas que descobriram trabalhando na restauração do Retábulo de Ghent. Com este projeto, os matemáticos usaram algoritmos de aprendizado de máquina para separar recursos.

## Publicações
- Ten Lectures on Wavelets. Philadelphia: SIAM. 1992. ISBN 0-89871-274-2[12]
- Orthonormal bases of compactly supported wavelets[13] 1988, Wiley Periodicals, Inc. Journal: Communications on Pure and Applied Mathematics, Volume41, Issue 7.
- D. Aerts and I. Daubechies, A connection between propositional systems in Hilbert spaces and von Neumann algebras,[14] Helv. Phys. Acta, 52, pp. 184–199, 1979.
- D. Aerts and I. Daubechies, A characterization of subsystems in physics,[14] Lett. Math. Phys., 3 (1), pp. 11–17, 1979.
- Iteratively reweighted least squares minimization for sparse recovery[15] 2009, Periodicals, Inc. Journal: Communications on Pure and Applied Mathematics, Volume 63, Issue1.
- Cohen, I. Daubechies, and A. Ron, How smooth is the smoothest function in a given refinable space?,[14] Appl. Comp. Harm. Anal., 3 (1), pp. 87–89, 1996.
- I. Daubechies, S. Jaffard, and J.L. Journe, A simple Wilson orthonormal basis with exponential decay,[14] SIAM J. Math. Anal., 22 (2), pp. 554–572, 1991.